# Joseph-Marie Duburquois
Joseph-Marie Didier Duburquois (Landerneau, 29 juillet 1823-Saint-Marc (Brest), 1er mars 1895), est un officier de marine français.

## Biographie
Reçu le 4 novembre 1837 deuxième du concours d'entrée à l'École navale, il sort de l'École en septembre 1839 comme aspirant de 2e classe et participe, aspirant de 1re (novembre 1841) à des campagnes au Levant et au Sénégal. Enseigne de vaisseau (novembre 1843), il sert sur l' Allier dans le Pacifique (1847) puis sur les côtes de Guinée. 
Lieutenant de vaisseau (janvier 1849), il est grièvement blessé pendant un combat à Grand-Bassam. Il devient alors instructeur à l’École navale puis embarque sur le Tourville en mer Baltique durant la guerre de 1854 et prend part au bombardement de Sweaborg. 
Aide de camp de l'amiral Bouet-Willaumez, il sert au Levant puis commande la Fulminante en Adriatique (1859). Promu capitaine de frégate (juillet 1860), il est second de l’École de canonnage sur le Montebello et commande en 1863 le Milan au Mexique. 
Commandant de la Thémis au Levant de 1867 à 1870 puis de l'Héroïne (en), il coince un navire allemand réfugié à Vigo. En 1871, il est mis à la tête du navire-école Jean Bart et devient en 1873, membre du Conseil des Travaux. 
Après une mission en Angleterre, il est promu contre-amiral en août 1875. Major général à Lorient puis à Brest, il commande en 1878  la division navale des mers de Chine et du Japon et entre au Conseil d'amirauté en 1882. 
Directeur général du Dépôt des cartes et plans, il est nommé vice-amiral en août 1882 et préfet maritime de Lorient (1er janvier 1885) puis de Brest (1er janvier 1886). Il prend sa retraite en 1888.

## Récompenses et distinctions
- Chevalier (6 octobre 1849), Officier (6 décembre 1863), Commandeur (27 décembre 1872) puis Grand Officier de la Légion d'Honneur (8 juillet 1885).